# Jacopo Amigoni

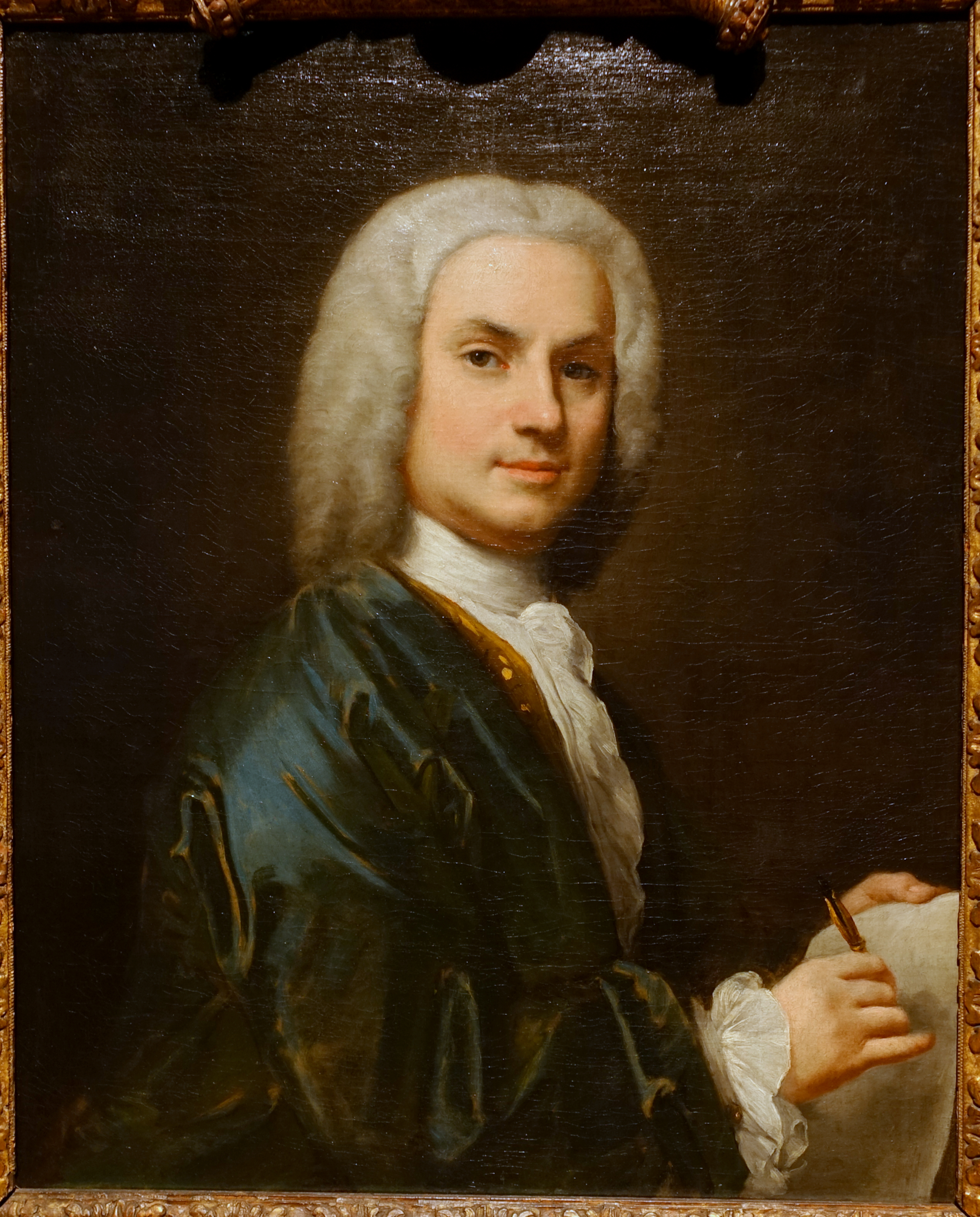
Självporträtt av Jacopo Amigoni från cirka 1730–1735. Hessisches Landesmuseum Darmstadt.

Jacopo Amigoni, född cirka 1682 i Neapel, död 1752 i Madrid, var en italiensk målare och grafiker.
Amigoni introducerade den venetianska rokokon i Bayern under namnet "stile Amigoni" och verkade därefter i Storbritannien som dekorativ målare, bland annat på Covent Garden Theatre i London och som porträttör. År 1747 for han till Madrid, där han blev hovmålare och direktör för konstakademin.